# Lagunillas de Rayón
Lagunillas de Rayón är en ort i Mexiko.   Den ligger i kommunen Chietla och delstaten Puebla, i den sydöstra delen av landet, 110 km söder om huvudstaden Mexico City. Lagunillas de Rayón ligger 1 003 meter över havet och antalet invånare är 745.
Terrängen runt Lagunillas de Rayón är platt västerut, men österut är den kuperad. Runt Lagunillas de Rayón är det ganska tätbefolkat, med 90 invånare per kvadratkilometer. Närmaste större samhälle är Axochiapan, 6,1 km väster om Lagunillas de Rayón. Omgivningarna runt Lagunillas de Rayón är en mosaik av jordbruksmark och naturlig växtlighet.